# Liste von Lyrikfestivals
Ein Lyrikfestival ist eine kulturelle Veranstaltung, die sich der Dichtung in ihren vielfältigen Formen widmet. Im Rahmen solcher Festivals präsentieren Dichterinnen und Dichter ihre Werke häufig in Lesungen, Performances oder Diskussionen. Lyrikfestivals bieten eine Plattform für den Austausch zwischen Autorinnen, Autoren und Publikum und tragen zur Förderung zeitgenössischer Dichtung sowie zur internationalen Vernetzung literarischer Szenen bei. Sie finden weltweit in unterschiedlichen Formaten und Größenordnungen statt, von lokalen Initiativen bis hin zu international renommierten Festivals.

## Deutschland
- Erlanger Poet*innenfest
- Festival Poetica
- Hausacher Leselenz
- Internationales Lyrikertreffen Münster
- Poesiefestival Berlin
- Poetry on the Road Festival

- Satelliten Festival - Lyrik funkt

- vielerorts - Ladenburger Literaturtage

- Schamrock – Festival der Dichterinnen

## Österreich
- Internationales Lyrikfestival W:ORTE
- Poesiegalerie
- Internationales Poesiefestival Erich Fried
- Lyrikfestival dichterloh
- liTONale - Festival für Sound & Poetry
- Best-of-Lyrik - Literaturhaus Graz
- Lyrik im März

## Schweiz
- Lyrikfestival Basel